# Rosanovia
Rosanovia is een geslacht van halfvleugeligen (Hemiptera) uit de familie witte vliegen (Aleyrodidae), onderfamilie Aleyrodinae.
De wetenschappelijke naam van dit geslacht is voor het eerst geldig gepubliceerd door Danzig in 1969. De typesoort is Rosanovia hulthemiae.

## Soort
Rosanovia omvat de volgende soort:
- Rosanovia hulthemiae Danzig, 1969